# Куруман (марганцево-залізорудний басейн)
Куруман (англ. Kuruman) — марганцево-залізорудний басейн у ПАР. Три пласти середньою потужністю 3 м. Запаси 10 млрд т руди. Річний видобуток до 5 млн т.
Формацію названо на честь міста Куруман, що є центром видобутку крокідоліту. Назва використовується з 1970-х років, до того формацію називали під'ярусом Смугастого Залізняка серії Нижнього Грікатауну (англ. Banded Ironstone Substage of the Lower Griquatown Series) або Доломітової серії Трансваальської системи (англ. Banded Ironstone Substage of the Dolomite Series of the Transvaal System).